# Thomas Niermann
Thomas Niermann (* 1959 in Wesel) ist ein deutscher Autor.

## Leben
Im Jahr 1979 machte Niermann das Abitur und absolvierte ein zweijähriges Redaktionsvolontariat bei der Westdeutschen Zeitung in Düsseldorf. Er belegte sechs Semester Germanistik, Geschichte und Philosophie an der Heinrich-Heine-Universität in Düsseldorf und beendete das Studium ohne Abschluss. Danach arbeitete er als Pflasterer, Fahrer, Fabrikarbeiter und Friedhofsgärtner. Er ist Vater von drei Kindern.

## Werke (Auswahl)
- Nesthocker – Familie zu verschenken: Zurück an Mamas Herd. 2000. ISBN 978-3-80252-724-1
- Nesthocker – Familie zu verschenken: Nicht ohne meine Mutter. 2000. ISBN 978-3-80252-741-8
- Nesthocker – Familie zu verschenken: Mama wird flügge. 2000. ISBN 978-3-80252-781-4

mit Thomas Hesse
- Der Esel. 1997. ISBN 978-3-924491-95-6
- Der Rabe. 1998. ISBN 978-3-89705-109-6
- Mord vor Ort II. 2000. ISBN 978-3-89705-188-1

mit Thomas Hesse und Kornelia Heise-Ernst
- Mord vor Ort I. 1999. ISBN 3-89705-150-8

mit Christos Yiannopoulos
- Held der Arbeit. 2002. ISBN 978-3-42320-519-1
- Ein Dschinn für alle Fälle – Panik in New York. ISBN 978-3-596-85263-5
- Ein Dschinn für alle Fälle – Das Geheimnis der Pyramide. ISBN 978-3-596-85295-6[1]